# Valeriya Liulko
Valeriya Liulko –en ucraniano, Валерія Люлько– (18 de septiembre de 1999) es una deportista ucraniana que compite en saltos de plataforma. Ganó una medalla de bronce en el Campeonato Europeo de Saltos de 2017, en la prueba de plataforma sincronizada.

## Palmarés internacional
| Campeonato Europeo | Campeonato Europeo | Campeonato Europeo | Campeonato Europeo     |
| Año                | Lugar              | Medalla            | Prueba                 |
| ------------------ | ------------------ | ------------------ | ---------------------- |
| 2017               | Kiev (Ucrania)     | Medalla de bronce  | Plataforma 10 m sincro |